# Johann Philipp Trump
Johann Philipp Trump (* 1667 in Ellerstadt; † 22. März 1707 in Bobenheim am Berg) war ein deutscher Winzer. Er ist der älteste gesicherte Vorfahr in der väterlichen Linie von Donald Trump, dem 45. Präsidenten der Vereinigten Staaten und gilt als Stammvater der Familie, die später im pfälzischen Kallstadt ansässig wurde.

## Leben
Johann Philipp Trump wurde 1667 in Ellerstadt geboren. Über seine Herkunft und Jugend existieren keine detaillierten Quellen. Aus späteren Kirchenbucheinträgen seiner Nachkommen lässt sich schließen, dass er evangelischen Glaubens war.
Er heiratete Juliana Maria Rodenroth (* 12. April 1668 in Battenberg, Grafschaft Leiningen) am 18. Januar 1695. Aus der Ehe ging mindestens ein Sohn hervor:
- Johann Sebastian Trump (1699–1756)

Die Familie war in der Landwirtschaft, insbesondere im Weinbau, tätig, eine Tradition, die seine Nachkommen in Kallstadt fortführten. Johann Philipp Trump starb am 22. März 1707 im Alter von etwa 40 Jahren in Bobenheim am Berg.

## Genealogische Bedeutung
Johann Philipp Trump ist der Ausgangspunkt der bis heute nachverfolgbaren väterlichen Linie der Familie Trump. Sein Ururenkel Friedrich Trump wanderte 1885 in die Vereinigte Staaten aus und legte dort den Grundstein für den wirtschaftlichen Erfolg der Familie.
Eine gelegentlich in populären Darstellungen erwähnte Verbindung zu einem „Hanns Drumpf“ aus dem Jahr 1608 gilt als unbelegt. Historisch sind für den Familiennamen verschiedene Schreibweisen wie Trum, Trumpff oder Dromb dokumentiert, eine feste Schreibweise „Drumpf“ ist für die Linie von Johann Philipp Trump jedoch nicht nachweisbar.